# 바람 (2009년 영화)
"바람"은 이성한 감독의 2009년 대한민국의 영화이다.

## 캐스팅
- 정우 : 짱구 역
- 황정음 : 주희 역
- 양기원 : 허씨 역
- 지승현 : 김정완 역
- 손호준 : 김영주 역
- 권재현 : 강석찬 역
- 조영진 : 짱구 아버지 역
- 윤순심 : 짱구 어머니 역
- 이은주 : 짱구 누나 역
- 양지웅 : 짱구 형님 역
- 정효원 : 송준성 역
- 김재철 : 이장욱 역
- 김중기 : 박영배 역
- 김현수 : 대두 역
- 정성훈 : 필립 역
- 김종수 : 화장품 사장님 역
- 유재명 : 과외 / 문학종 선생 역
- 이유준 : 뜩이 역
- 김학준 : 형사 1 역
- 이현정 : 딸기 역

## 특이사항
- 실제 정우의 이야기를 그린 영화(감독 이야기도 조금 들어감)